# Castell de Maruoka
El castell Maruoka (丸 岡 城, Maruoka-jō) és un castell japonès d'estil hirayama situat a la ciutat de Sakai, a la prefectura de Fukui, a la regió de Hokuriku, al Japó. També va denominar Kasumi-ga-jō (霞 ヶ 城, Castell de la boira) a causa de la llegenda que cada vegada que un enemic s'acosta al castell, apareix una espessa boira i l'amaga. Construït al final del període Sengoku, el castell va ser ocupat per una successió de dàimios del domini Maruoka sota el shogunat Tokugawa del període Edo. El lloc és ara un parc públic conegut per la seu hanami. El tenshu (castell fortificat) relativament petit del castell afirma ser el més antic del país, una afirmació desafiada tant pel castell Inuyama com pel castell Matsumoto.

## Història i llegenda
Es creu que el castell Maruoka va ser construït el 1576 per Shibata Katsutoyo, que era nebot i fill adoptiu de Shibata Katsuie, un dels principals generals d'Oda Nobunaga.
Segons la llegenda d'O-shizu, Hitobashira, el castell es va construir amb un pilar humà. Durant la construcció, la base de pedra del tenshu s'anava col·lapsant per més vegades que s'amuntegués. Hi va haver un vassall que va suggerir que fessin algú un sacrifici humà (hitobashira) per apaivagar els déus. O-shizu, una dona d'un sol ull que tenia dos fills i vivia una vida pobra, va ser seleccionada com a Hitobashira. Va decidir convertir-se amb la condició que un dels seus fills fos acollit per Katsutoyo i el fes samurai. De peu en posició, les pedres de la base es van col·locar al seu voltant, fins que finalment la van aixafar fins a morir. El seu sacrifici va permetre acabar amb èxit la construcció.
Tanmateix, Katsutoyo no va poder complir la seva promesa a O-shizu abans de mudar-se a una altra província. [2] Ressentit pel fet que el seu fill no s'hagués convertit en un samurai, el seu esperit segons la llegenda faria que el fossat es desbordés de pluja primaveral quan arribés la temporada de tall d'algues a l'abril de cada any. La gent la va anomenar "la pluja causada per les llàgrimes del dolor d'O-shizu" i van erigir una petita tomba per calmar el seu esperit. Hi va haver un poema emès: "La pluja que cau quan arriba la temporada de tallar les algues és la pluja que recorda les llàgrimes del dolor de la pobra O-shizu".

## Actualment
El castell Maruoka és un dels dotze castells del Japó que ha aconseguit mantenir el seu tenshu original. Els antics terrenys del castell s'incorporen ara al parc Kasumigajo, que conté algunes restes de les muralles i fossats, així com un petit museu que mostra algunes armes, armadures i articles per a la llar relacionats amb els seus antics senyors. La zona és famosa pels seus aproximadament 400 arbres de flor de cirerer. Durant les tres primeres setmanes d'abril se celebra un festival anual de cirerers en flor, durant el qual els arbres són il·luminats al vespre per més de 300 llanternes de paper.